# Hydrangeocola perardua
Hydrangeocola perardua är en stekelart som beskrevs av Papp 1992. Hydrangeocola perardua ingår i släktet Hydrangeocola och familjen bracksteklar. Inga underarter finns listade i Catalogue of Life.